# Aloe esculenta
Aloe esculenta ist eine Pflanzenart der Gattung der Aloen in der Unterfamilie der Affodillgewächse (Asphodeloideae). Das Artepitheton esculenta stammt aus dem Lateinischen, bedeutet ‚essbar‘ und verweist auf angeblich essbaren Früchte der Art.

## Beschreibung

### Vegetative Merkmale
Aloe esculenta wächst stammlos oder kurz stammbildend, teilt sich, sprosst aus der Basis und bildet dichte Klumpen. Die häufig niederliegende Triebe sind bis zu 40 Zentimeter lang. Die etwa 20 dreieckig-lanzettlichen, spitzen Laubblätter bilden Rosetten. Die graue oder graugrüne bis rosabraune Blattspreite ist 40 bis 60 Zentimeter lang und 7 bis 10,5 Zentimeter breit. Auf ihr befinden sich zahlreiche weiße Flecken, die in unregelmäßigen, mehr oder weniger quer verlaufenden Bändern angeordnet sind. Auf der häufig stark gekielten Unterseite befinden sich entlang der Mittellinie auf der halben bis zu zwei Dritteln der Länge schwarzbraune Stacheln mit einer weißen Basis. Die glänzend braunen Zähne am Blattrand sind 3 bis 5 Millimeter lang und stehen 10 bis 20 Millimeter voneinander entfernt.

### Blütenstände und Blüten
Der Blütenstand besteht aus drei bis fünf Zweigen und erreicht eine Länge von 1,5 Meter (selten bis 2,2 Meter). Die unteren Zweige sind gelegentlich zusätzlich verzweigt. Die ziemlich dichten, zylindrisch spitz zulaufenden Trauben sind 30 bis 40 Zentimeter lang und etwa 6 Zentimeter breit. Die eiförmig-spitzen Brakteen weisen eine Länge von 20 bis 27 Millimeter auf und sind 10 bis 11 Millimeter breit. Die fast keulenförmigen, tiefrosafarbenen Blüten stehen an 5 bis 6 Millimeter langen Blütenstielen. Ihre Zipfel sind hellgelb gerandet. Die Blüten sind 28 bis 30 Millimeter lang und an ihrer Basis gerundet. Auf Höhe des Fruchtknotens weisen die Blüten einen Durchmesser von etwa 6 Millimeter auf. Darüber sind sie oberhalb der Mitte auf etwa 8 Millimeter erweitert. Ihre äußeren Perigonblätter sind auf einer Länge von 15 bis 18 Millimetern nicht miteinander verwachsen. Die Staubblätter und der Griffel ragen 6 bis 8 Millimeter aus der Blüte heraus.

## Systematik und Verbreitung
Aloe esculenta ist in Angola, Botswana, Namibia und Sambia auf sandigen Ebenen in Höhen von etwa 1000 Metern verbreitet. 
Die Erstbeschreibung durch Leslie Charles Leach wurde 1971 veröffentlicht.

## Nachweise